# MEIG1
MEIG1 (англ. Meiosis/spermiogenesis associated 1) – білок, який кодується однойменним геном, розташованим у людей на 10-й хромосомі. Довжина поліпептидного ланцюга білка становить 88 амінокислот, а молекулярна маса — 10 795.
| 10         |  | 20         |  | 30         |  | 40         |  | 50         |
| ---------- |  | ---------- |  | ---------- |  | ---------- |  | ---------- |
| MASSDVKPKS |  | VSHAKKWSEE |  | IENLYRFQQA |  | GYRDETEYRQ |  | VKQVSMVDRW |
| PETGYVKKLQ |  | RRDNTFYYYN |  | KQRECDDKEV |  | HKVKIYAY   |  |            |

A: Аланін

C: Цистеїн

D: Аспарагінова кислота

E: Глутамінова кислота

F: Фенілаланін

G: Гліцин

H: Гістидин

I: Ізолейцин

K: Лізин

L: Лейцин

M: Метіонін

N: Аспарагін

P: Пролін

Q: Глутамін

R: Аргінін

S: Серин

T: Треонін

V: Валін

W: Триптофан

Задіяний у таких біологічних процесах, як диференціація клітин, сперматогенез. 